# Upeneichthys
Upeneichthys is een geslacht van straalvinnige vissen uit de familie van zeebarbelen (Mullidae).

## Soorten
- Upeneichthys lineatus (Bloch & Schneider, 1801)
- Upeneichthys stotti (Platell, Potter & Clarke, 1998)
- Upeneichthys vlamingii (Cuvier, 1829)